# Bandeira do Barém
A bandeira do Barém é formada por um pano vermelho, com uma faixa vertical de cor branca ao lado. A borda desta faixa, que separa as cores, tem forma de serra dentada de cinco pontas.
As bandeiras mais antigas do Barém, das que se tem conhecimento, eram simplesmente vermelhas (a cor tradicional dos estados do Golfo Pérsico). Mas em meados do século XIX se inseriu uma faixa branca para identificar as tréguas feitas com os países vizinhos. Inicialmente tinha mais pontas, mas foi modificada em 2002 para somente cinco, representando os cinco pilares do islão. É similar à Bandeira do Catar, mas esta última tem mais recortes e a cor bordô.
Cor
As cores oficiais da bandeira do Barém são:
| Cor | Nome     | CMYK                    | Pantone       | Hex     |
| --- | -------- | ----------------------- | ------------- | ------- |
|     | Branco   | C 0 - M 0 - Y 0 - K 0   | Pantone White | #FFFFFF |
|     | Vermelho | C 0 - M 90 - Y 80 - K 5 | 186 C         | #F21830 |

## Outras Bandeiras

Estandarte real

## Bandeiras Históricas

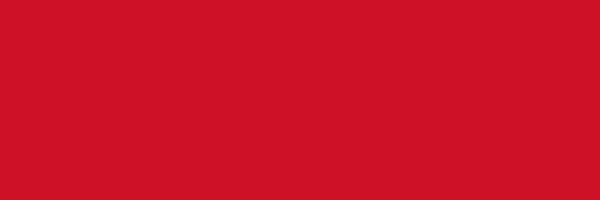
Bandeira usada desde 1820
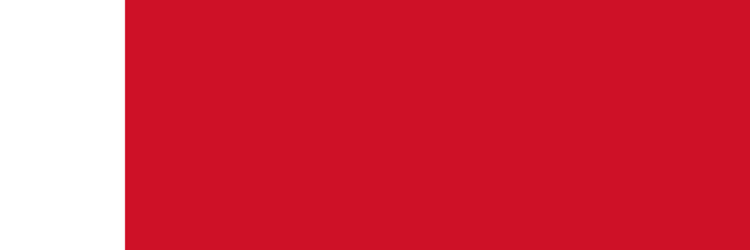
Bandeira usada de 1820 a 1932
Bandeira usada de 1932 a 1972
Bandeira de Barém de 1972 a 2002